# クインテウエスト
クインテウエスト（英: City of Quinte West）は、カナダのオンタリオ州南部、ヘイスティングス郡の都市。クインテ湾の西端、トレント・セバーン水路の東端に位置する。
1998年1月1日、トレントンとフランクフォード、マレー、シドニーの市町村を合併して誕生した。
地理的にはヘイスティングス郡内にあるが、行政としてはヘイスティングス郡から独立し、独自の行政権を持つ市である。

## 地区（町）
- トレントン （Trenton）
- フランクフォード （Frankford）
- マレー （Murray）
- シドニー （Sidney）